# Gilberto Silva
Gilberto Aparecido da Silva, mer känd som Gilberto Silva, född 7 oktober 1976 i Lagoa da Prata, Minas Gerais, är en brasiliansk före detta fotbollsspelare. Han spelade som defensiv mittfältare, och hade bland annat flera framgångsrika år i engelska Arsenal.

## Karriär statistik
| Klubb            | Säsong     | Grekiska Superligan | Grekiska Superligan | Grekiska Superligan | Grekiska cupen | Grekiska cupen | —         | —         | Europa  | Europa | Övrigt  | Övrigt | Totalt  | Totalt |
| Klubb            | Säsong     | Matcher             | Mål                 | Assist              | Matcher        | Mål            | Matcher   | Mål       | Matcher | Mål    | Matcher | Mål    | Matcher | Mål    |
| ---------------- | ---------- | ------------------- | ------------------- | ------------------- | -------------- | -------------- | --------- | --------- | ------- | ------ | ------- | ------ | ------- | ------ |
| Panathinaikos    | 2010/2011  | 25                  | 1                   | 1                   | 0              | 0              | 0         | 0         | 5       | 0      | 0       | 0      | 30      | 1      |
| Panathinaikos    | 2009/2010  | 24                  | 0                   | 1                   | 3              | 0              | 0         | 0         | 13      | 0      | 0       | 0      | 40      | 0      |
| Panathinaikos    | 2008/2009  | 29                  | 3                   | 1                   | 1              | 0              | 0         | 0         | 9       | 0      | 2       | 0      | 41      | 3      |
| Panathinaikos    | Sammanlagt | 78                  | 4                   | 3                   | 4              | 0              | 0         | 0         | 27      | 0      | 2       | 0      | 111     | 4      |
| Klubb            | Säsong     | Premier League      | Premier League      | Premier League      | FA-cupen       | FA-cupen       | Ligacupen | Ligacupen | Europa  | Europa | Övrigt  | Övrigt | Totalt  | Totalt |
| Klubb            | Säsong     | Matcher             | Mål                 | Assist              | Matcher        | Mål            | Matcher   | Mål       | Matcher | Mål    | Matcher | Mål    | Matcher | Mål    |
| Arsenal          | 2007/2008  | 17                  | 1                   | 1                   | 3              | 0              | 3         | 0         | 6       | 0      | 0       | 0      | 29      | 1      |
| Arsenal          | 2006/2007  | 34                  | 10                  | 1                   | 3              | 0              | 1         | 0         | 9       | 1      | 0       | 0      | 47      | 11     |
| Arsenal          | 2005/2006  | 33                  | 2                   | 1                   | 1              | 0              | 3         | 1         | 10      | 1      | 1       | 0      | 48      | 4      |
| Arsenal          | 2004/2005  | 13                  | 0                   | 1                   | 2              | 0              | 0         | 0         | 1       | 0      | 1       | 1      | 17      | 1      |
| Arsenal          | 2003/2004  | 32                  | 4                   | 1                   | 3              | 0              | 1         | 0         | 8       | 0      | 1       | 0      | 45      | 4      |
| Arsenal          | 2002/2003  | 35                  | 0                   | 2                   | 3              | 0              | 0         | 0         | 12      | 2      | 1       | 1      | 51      | 3      |
| Arsenal          | Sammanlagt | 164                 | 16                  | 6                   | 15             | 0              | 8         | 1         | 46      | 4      | 4       | 2      | 237     | 23     |
| Klubb            | Säsong     | Série A             | Série A             | Série A             | —              | —              | —         | —         | —       | —      | —       | —      | Totalt  | Totalt |
| Klubb            | Säsong     | Matcher             | Mål                 | Assist              | Matcher        | Mål            | Matcher   | Mål       | Matcher | Mål    | Matcher | Mål    | Matcher | Mål    |
| Atlético Mineiro | 2001       | 24                  | 3                   | —                   | —              | —              | —         | —         | —       | —      | —       | —      | 24      | 3      |
| Atlético Mineiro | 2000       | 38                  | 1                   | —                   | —              | —              | —         | —         | —       | —      | —       | —      | 38      | 1      |
| Atlético Mineiro | Sammanlagt | 62                  | 4                   | —                   | —              | —              | —         | —         | —       | —      | —       | —      | 62      | 4      |
| Klubb            | Säsong     | Série A             | Série A             | Série A             | —              | —              | —         | —         | —       | —      | —       | —      | Totalt  | Totalt |
| Klubb            | Säsong     | Matcher             | Mål                 | Assist              | Matcher        | Mål            | Matcher   | Mål       | Matcher | Mål    | Matcher | Mål    | Matcher | Mål    |
| América Mineiro  | 1999       | 20                  | 1                   | —                   | —              | —              | —         | —         | —       | —      | —       | —      | 20      | 1      |
| América Mineiro  | 1998       | —                   | —                   | —                   | —              | —              | —         | —         | —       | —      | —       | —      | —       | —      |
| América Mineiro  |            | Série B             | Série B             | Série B             | —              | —              | —         | —         | —       | —      | —       | —      | —       | —      |
| América Mineiro  | 1997       | —                   | —                   | —                   | —              | —              | —         | —         | —       | —      | —       | —      | —       | —      |
| Sammanlagt       |            | 324                 | 25                  | 10                  | 19             | 0              | 8         | 1         | 73      | 4      | 6       | 2      | 430     | 33     |

(Statistiken är korrekt per den 22 april 2011)
| Landslag  | Säsong  | Matcher | Mål |
| --------- | ------- | ------- | --- |
| Brasilien | 2001–02 | 14 (1)  | 3   |
| Brasilien | 2002–03 | 5 (0)   | 0   |
| Brasilien | 2003–04 | 8 (1)   | 0   |
| Brasilien | 2004–05 | 4 (0)   | 0   |
| Brasilien | 2005–06 | 9 (2)   | 0   |
| Brasilien | 2006–07 | 14 (1)  | 0   |
| Brasilien | 2007–08 | 11 (0)  | 0   |
| Brasilien | 2008–09 | 14 (0)  | 0   |
| Brasilien | 2009–10 | 14 (0)  | 0   |
| Brasilien | Totalt  | 93      | 3   |

(Statistiken är korrekt per den 2 juli 2010)